# Плевако, Екатерина Аркадьевна
Екатери́на Арка́дьевна Плева́ко (по мужу Спиридо́нова; 27 октября 1895, Москва, Российская империя — 4 апреля 1970) — специалист в области производства дрожжей, доктор биологических наук, профессор, лауреат Сталинской премии.

## Биография
Родилась в Москве, дочь потомственного почётного гражданина — племянника адвоката Ф. Н. Плевако.
Окончила Высшие медицинские женские курсы. В 1914 г. добровольцем пошла на фронт. В 1916 г. награждена медалью св. Анны.
После окончания вуза работала в Центральном научно-исследовательском биохимическом институте пищевой и вкусовой промышленности Наркомснаба СССР.
С начала 1930-х гг. микробиолог, научный сотрудник Центральной научно-исследовательской лаборатории бродильной промышленности Наркомата пищевой промышленности (Москва).
В 1931 г. выделила с водорослей Мурманского побережья грибки, которые были способны утилизировать пентозы для своего роста и размножения, и назвала их Monilia murmanica.
Предложила формулу для расчёта модуля роста дрожжей.
В 1936—1938 гг. разработала метод получения дрожжей из непищевого сырья. В 1941 году организовала их промышленное производство в блокадном Ленинграде. Для этого были использованы накопившиеся в течение многих лет древесные опилки деревообрабатывающего завода в Дубровке. Опилки подвергались гидролизу слабым раствором серной кислоты, вводились азотные и фосфорные соли, способствующие бурному размножению дрожжей.
С конца 1940-х гг. работала в Институте бродильной промышленности, во ВНИИГС (Всесоюзный научно исследовательский институт гидролизной и сульфитно-спиртовой промышленности). С 1956 г. зав. Лабораторией биохимии и технологии дрожжей ВНИИХП (ВНИИ хлебопекарной промышленности).
Муж — Вадим Николаевич Спиридонов.

## Сочинения
- Сушеные хлебопекарные дрожжи [Текст]. — Москва : Пищепромиздат, 1953. — 59 с. : ил.; 22 см.
- Технология дрожжей [Текст] / Е. А. Плевако. — 2-е изд., перераб. и доп. — Москва : Пищ. пром-сть, 1970. — 298 с. : ил.; 23 см.
- Дрожжи и их пищевое значение [Текст] / Проф. Е. А. Плевако. — Москва : Моск. большевик, 1943. — 28 с.; 13 см.
- Микробиологический и химико-технологический контроль дрожжевого производства [Текст] / Е. А. Плевако, О. А. Бакушинская. — Москва : Пищепромиздат, 1952. — 144 с. : ил.; 23 см.
- Микробиологический и химико-технологический контроль дрожжевого производства [Текст] / Е. А. Плевако, О. А. Бакушинская. — Москва : Пищевая промышленность, 1964. — 270 с. : ил.; 22 см.
- Технология дрожжевого производства [Текст] : [Учебник для вузов пищевой пром-сти] / Проф. Е. А. Плевако, проф. Р. В. Гивартовский. — 2-е изд., доп. — Москва : Пищепромиздат, 1949 (тип. Моск. картонаж. ф-ки). — 280 с. : ил.; 23 см.
- Получение кормовых дрожжей на гидролизатах сельскохозяйственных отходов [Текст] / Центр. н.-и. лаборатория бродил. пром-сти Наркомпищепрома РСФСР. — Москва ; Ленинград : Пищепромиздат, 1940 (Калуга). — 88 с. : ил.; 21 см.
- Technologia drożdżownictwa [Текст] / Prof. E. Plewako i prof. R. Giwartowski ; Tłum. mgr. Helena Karczewska. — Warszawa : Państwowe wyd-wa techniczne, 1952. — 327 с. : ил.; 21 см.

## Награды и звания
Лауреат Сталинской премии (1946).